# مایک ویل مید ایت
مایکل لن ویلیامز دوم (انگلیسی: Michael Len Williams II؛ زادهٔ ۲۳ مارس ۱۹۸۹) که به صورت حرفه‌ای با نام هنری مایک ویل مید ایت یا به صورت ساده با نام مایک ویل شناخته می‌شود یک تهیه‌کنندهٔ موسیقی، رپر و ترانه‌سرای آمریکایی است. وی از سال ۲۰۰۵ میلادی تاکنون مشغول فعالیت بوده‌است.